# Marianne Limpert
Marianne Limpert (n. 10 octombrie 1972, Matagami⁠(d), provincia Québec, Canada) este o înotătoare ce a reprezentat Canada, medaliată olimpică. A participat la 3 ediții ale Jocurilor Olimpice (1992, 1996, 2000) în care a câștigat două medalii de argint.